# Peter J. Freyd
Peter John Freyd (  /fraɪd/ ; nacido el 5 de febrero de 1936) es un matemático y profesor de la Universidad de Pensilvania en Estados Unidos, conocido por su trabajo en teoría de categorías y por cofundar la Fundación del Síndrome de la Falsa Memoria para defenderse de las acusaciones de su hija.

## Matemáticas
Freyd obtuvo su doctorado de la Universidad de Princeton en 1960; su disertación, sobre la Teoría de Functor, la escribió bajo la supervisión de Norman Steenrod y David Buchsbaum.
Freyd es mejor conocido por su teorema del funtor adjunto y autor del libro fundamental Categorías abelianas: introducción a la teoría de los functores de 1964. Este trabajo culmina con una demostración del teorema de incrustación de Freyd-Mitchell.
El nombre de Freyd también está asociado con el polinomio HOMFLYPT de la teoría de nudos, y él y Andre Scedrov originaron el concepto de alegorías en el contexto de matemáticas.
En 2012, se hizo miembro de la Sociedad Estadounidense de Matemáticas. 

## Fundación Síndrome de Falsa Memoria
Freyd y su esposa Pamela Freyd fundaron la Fundación del Síndrome de la Falsa Memoria en 1992,poco después de que fuera acusado en una discusión familiar de abuso sexual infantil por parte de su hija adulta Jennifer Freyd. Peter y Pamela Freyd negaron las acusaciones.  Tres años después de su fundación, se decía que contaba con más de 7.500 miembros. 
Recientemente en 2019 la fundación se disolvió.La página oficial describe que fue debido a que "la necesidad para la fundación disminuyó dramáticamente con los años".Al menos la mitad de los miembros han fallecido. 

## Publicaciones
- Peter Freyd (1964). Abelian Categories: An Introduction to the Theory of Functors. Harper and Row.[10]  Reprinted with a forward as «Abelian Categories». Reprints in Theory and Applications of Categories 3: 23-164. 2003.
- Peter J. Freyd and Andre Scedrov: Categories, Allegories. North-Holland (1999). ISBN 0-444-70368-3.
- Freyd Peter J (1999). «Path Integrals, Bayesian Vision, and Is Gaussian Quadrature Really Good?». Electron. Notes Theor. Comput. Sci. 29: 79. doi:10.1016/S1571-0661(05)80308-1.
- Freyd Peter J.; O'Hearn Peter W.; Power A. John; Takeyama Makoto; Street R.; Tennent Robert D. (1999). «Bireflectivity». Theor. Comput. Sci. 228 (1–2): 49-76. doi:10.1016/S0304-3975(98)00354-5.